# 훈련원
훈련원(訓鍊院)은 조선시대에 무관 선발과 무예 및 병법 훈련을 관장하는 관청이다. 조선 건국과 함께 훈련관(訓鍊觀)이 설치된 것이 시초로, 1405년에 병조에 속하게 되고 1466년에 훈련원으로 개칭되었다가 1894년에 폐지되었다.
훈련원의 수장은 정3품 당상관 지위의 도정(都正)이다. 도정 바로 아래의 정3품 당하관 관직인 정(正, 훈련원정)을 거치면 당상관에 오를 수 있었다.

## 관제
- 정2품 지사 (지훈련원사) : 훈련원 관원 인사 평가 및 관리 책임 (정원 1명. 다른 관청의 관원이 겸직)
- 종2품 동지사 : 당상관 (정원 4명. 1882년(고종 19) 신설)
- 정3품 도정 : 당상관 (정원 2명. 1명은 다른 관청의 관원이 겸직)
- 정3품 정 : 당하관 (정원 1명)
- 종3품 부정 (정원 2명)
- 종4품 첨정 (정원 12명)
- 종5품 판관 (정원 18명)
- 종6품 주부 (정원 38명)
- 정7품 참군 (정원 2명)
- 종8품 봉사 (정원 2명)
- 종9품 권지봉사 : 관직에 처음 진출하는 인원이 임명되는 일종의 수습 관직 (정원 46명)

## 청사
훈련원 청사는 서울특별시 중구 을지로6가 17-2 현대시티아웃렛 동대문점 자리에 있었다. 군사 훈련을 위해 주변에 넓은 부지를 확보하고 있었기 때문에 훈련원 폐지 이후에는 운동회와 같은 체육 행사 공간으로 자주 활용되었고, 1907년에는 대한제국 군대 해산, 1919년에는 고종 장례식 등이 거행되었다.

## 같이 보기
- 훈련원공원